# Valerie Sutton

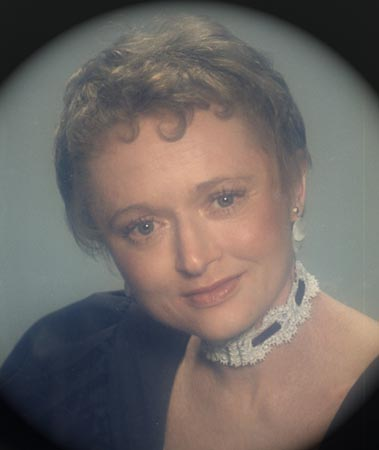
Valerie Sutton (1985)

Valerie Sutton (* 22. Februar 1951 in Manhattan) ist eine amerikanische Entwicklerin von Bewegungsnotationen und eine ehemalige Tänzerin.

## Frühe Lebensjahre
Sutton wurde in einem Stadtteil von Manhattan, in New York City, als Tochter eines Physikers und einer Dichterin und Model geboren. Ihre ältere Schwester Pam ist Ärztin.
Im Alter von sechs Monaten zog sie mit ihrer Familie nach Corning (New York), wo ihr Vater einen neuen Job bekam. Sie lebte in Corning  bis zu ihrem 8. Lebensjahr und zog dann nach Corona del Mar, einem Stadtteil von Newport Beach in Kalifornien. Den Rest ihrer Kindheit verbrachte sie in Corona del Mar.
Als Erwachsene verschlug es sie nach San Diego in Kalifornien, wo sie bis heute lebt. Ihr gegenwärtiges Zuhause befindet sich in einem Vorort von San Diego, La Jolla.

## Entwicklerin
In Kalifornien schreibt sie den Einfluss von Disney-Animation sowie das Theater- und Tanzumfeld Hollywoods als Ausgangspunkt, um ihre Interessen auf Bewegung zu lenken, zu.
Sie entwickelte ein System, bekannt als Sutton Movement Writing (später auch als das International Movement Writing Alphabet (IMWA) bekannt), unterteilt in fünf Abschnitte:
1. DanceWriting, das Tanz-Choreographien aufzeichnet[4]
2. SignWriting, das Gebärdensprachen aufzeichnet[5]
3. MimeWriting, das klassische Mimik und Gestik aufzeichnet[6]
4. SportsWriting, das solche Aktivitäten wie z. B. Gymnastik, Eislaufen, Skateboarding und Karate aufzeichnet[7]
5. ScienceWriting, das physikalische Therapie, Körpersprache, Tierbewegungen und andere Bewegungsformen aufzeichnet[8]

Die zwei Formen von Sutton Movement Writing, die am weitesten verbreitet sind, sind DanceWriting und SignWriting.

## Werdegang als Tänzerin
DanceWriting wurde erstmals 1966, als Sutton 15 Jahre alt war und als professionelle Balletttänzerin trainierte, entwickelt. Sie erfand eine Strichfiguren-Notation für ihre eigenen Zwecke. Vier Jahre später ging sie nach Kopenhagen, um mit dem Royal Danish Ballet (RDB) zu trainieren. Über die nächsten zwei Jahre wendete sie ihr System zum aufzeichnen der historischen Balletschritte (Choreographien) des Den Kongelige Ballet an, die Gefahr liefen, wegen fehlender Aufzeichnungen vergessen zu werden. Das erste DanceWriting-Textbuch, „Sutton Movement Shorthand, The Classical Ballet Key, Key One“, wurde im Dezember 1973 produziert. Innerhalb eines Jahres war es veraltet und Sutton verbesserte ihr System. Im Herbst 1974 unterrichtete sie ihr System, auf besondere Einladung hin, den Mitgliedern des RDB.
1974 kamen Artikel über das Sutton’s DanceWriting System in die Hände von Lars von der Lieth, einem Gebärdensprachforscher, und anderen Mitarbeitern der „Audiologopædisk Forskningsgruppe“ der Universität Kopenhagen und fragten sie nach einer Demonstration des Systems. Als Resultat forderten van der Leith und seine Kollegen Sutton dazu auf, ihr System weiterentwickelt um eine Version ihrer Bewegungsnotation zum Aufzeichnen von Gebärdensprachen anzupassen. Daraufhin wurde SignWriting entwickelt; dieses wurde nicht nur zum Schreiben von Danish Sign Language verwendet, sondern auch für die private Gebärdensprache eines gehörlosen Inselbewohners im Südpazifik (1975), und American Sign Language.

## Center for Sutton Movement Writing, Inc
Sutton hat ihr Notations-System konstant verbessert und führt das Center For Sutton Movement Writing, Inc. um ihr System zu verbreiten.

## Beteiligung von Wikimedia

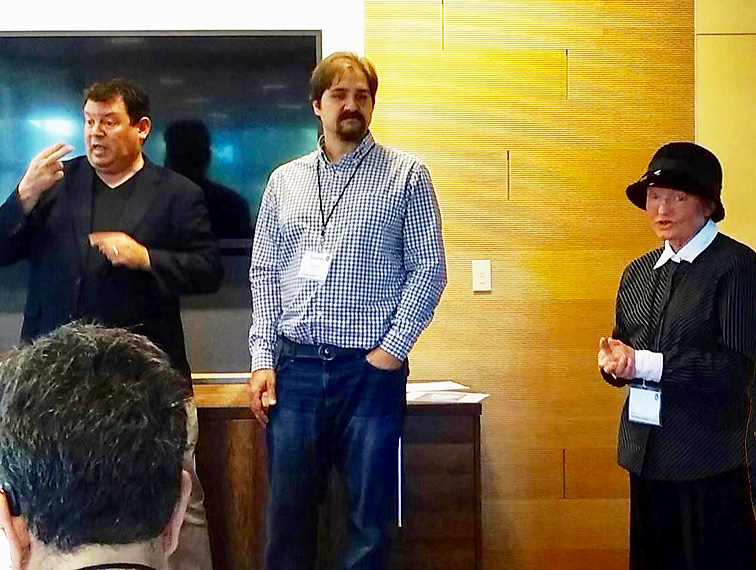
Valerie Sutton (re.) mit Stephen E. Slevinski Jr. (mi.) auf der North American Wiki Conference 2016

Valerie Sutton war Teil der ASL Wikipedia Presentation der North American Wiki Conference 2016. An der Präsentation „Writing the American Sign Language Wikipedia on Incubator“ waren 3 gehörlose Herausgeber, Valerie Sutton und Stephen E Slevinski Jr. zusammen mit zwei Dolmetschern beteiligt.

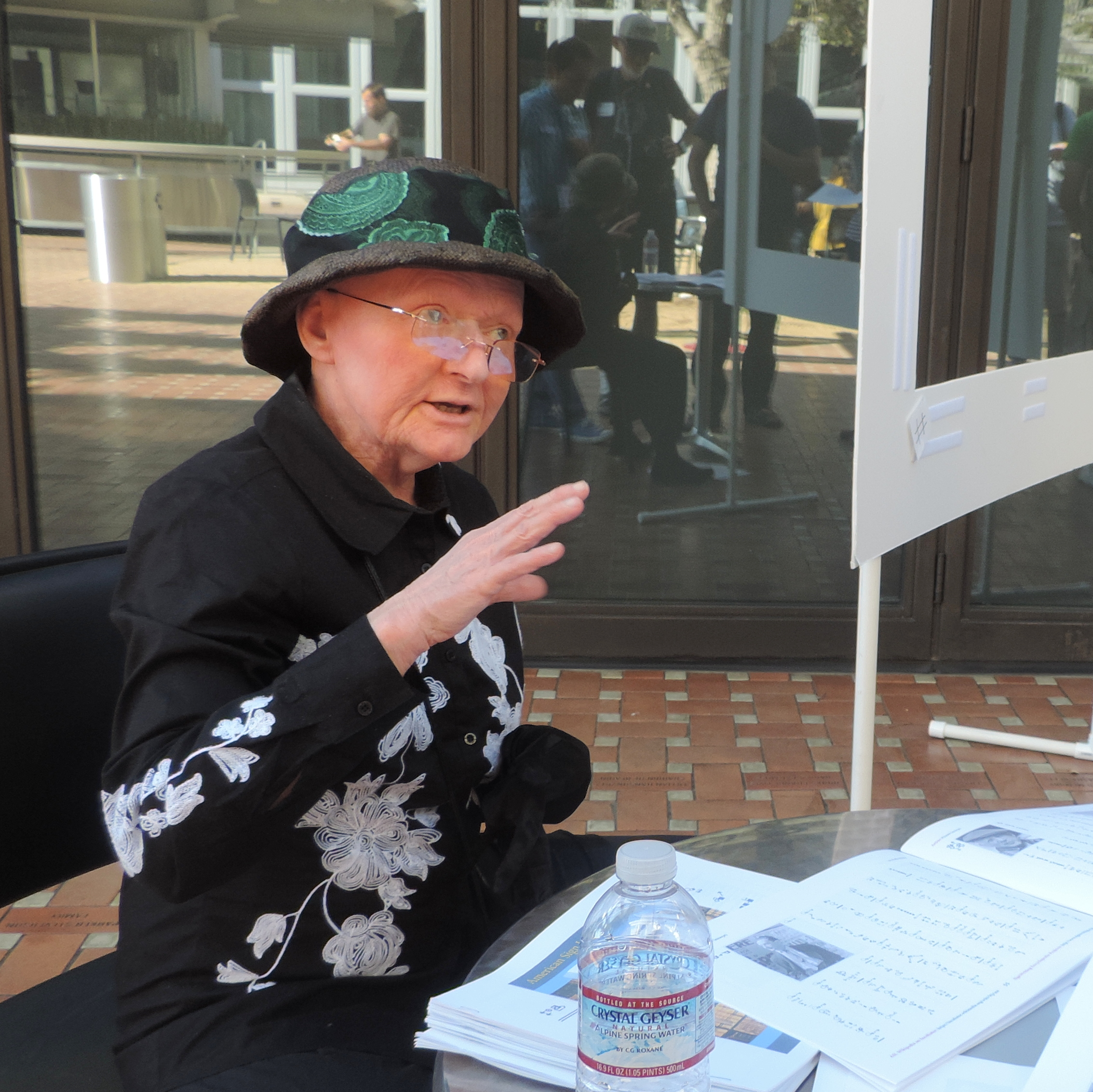
Valerie Sutton erklärt American Sign Language Wikipedia während der North American Wiki Conference 2016

Während der Konferenz 2016 erklärte Valerie Sutton die Bedeutung der American Sign Language Wikipedia. Sie verteilte mehrere Exemplare des ASL Wikipedia Excerpt booklet.